# 台原藥
台原藥股份有限公司（英文：Taiwan Indigena Botanica，舊稱：台灣原生藥用植物股份有限公司，以下簡稱「台原藥」）為台灣的生物科技業者之一，總部位於新北市永和區，前身為美嘉生電，更早期為勤龍實業、成豐生技。

## 發展

### 早期
勤龍實業於1984年成立，早期經營紡織業，並於桃園中壢設廠；2000年，便傳出勤龍實業有意轉向科技產業發展的訊息。其後，成豐開發入主勤龍實業。由於2006年成豐開發爆發吸金案，勤龍實業於2008年2月變更為「美嘉生電股份有限公司」（香港公司註冊處：F0008747）並轉往遊戲產業發展。

### 美嘉生電時期

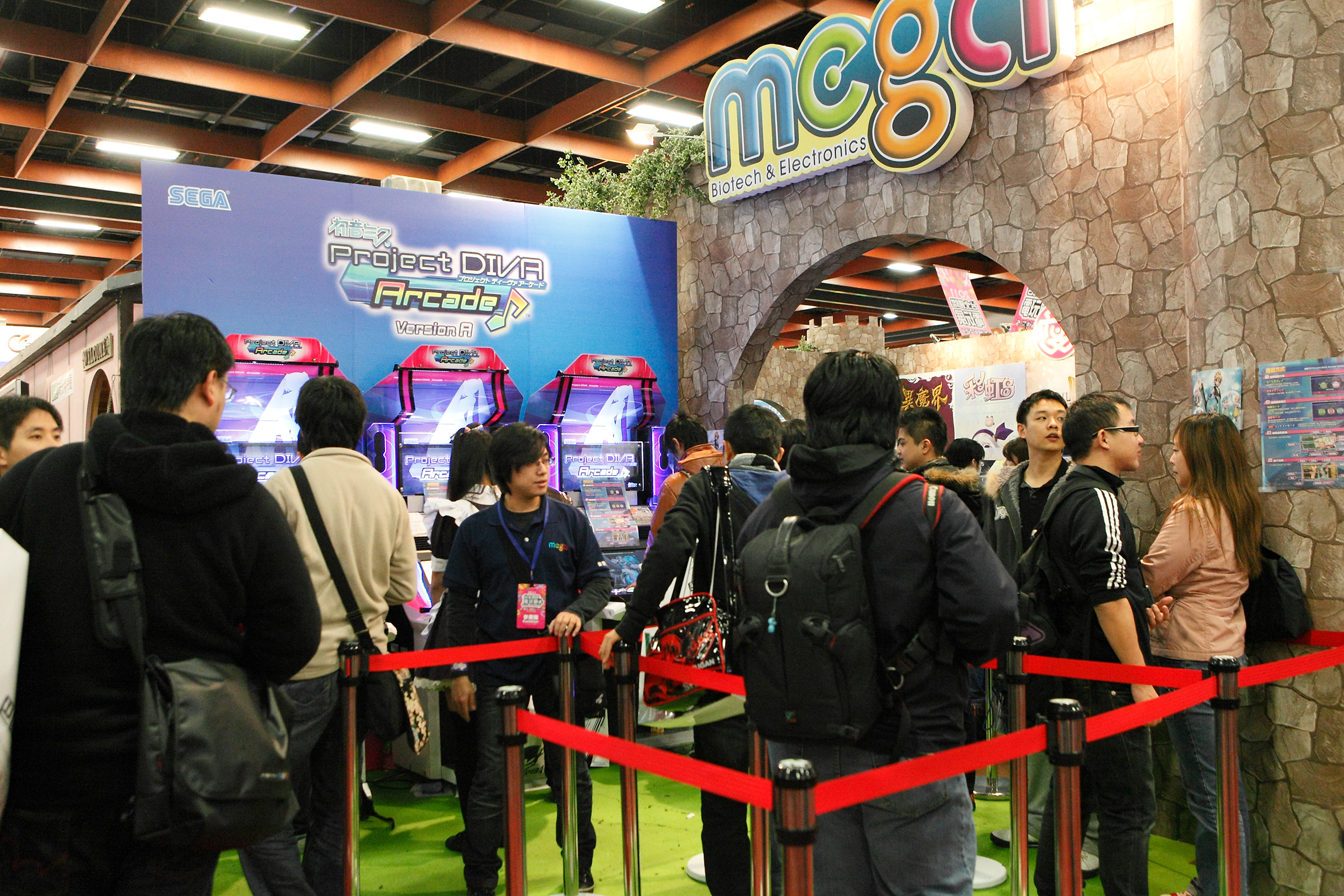
美嘉生電於2011年參與台北國際電玩展一景

美嘉生電轉往遊戲產業發展後，2010年從宇峻奧汀手中併購三十數位科技，正式跨足線上遊戲領域。
美嘉生電於2011年台北國際電玩展參展期間，因為舞台活動進行時曾有台下觀眾以御宅藝的舞蹈應援，而在當時引發「世貿Mega戰鬥哥」的網路爆紅現象；而該事件中的「Mega」，正是美嘉生電的英文簡稱。
2011年7月美嘉生電取得萬代南夢宮《鐵拳 Tag Tournament 2》台灣代理權資格後，原訂於同年11月下旬營運的計畫，因爆發高層炒股案，代理權改由分支的美嘉網路科技（現：永大網路科技，於2013年1月31日變更）於2012年重新取得後開始營運。美嘉生電則在2014年8月宣布易名為台灣原生藥用植物股份有限公司，並轉向發展生物科技產業，董事長同時也改由前台北醫學大學校長蘇慶華接任；但當時因為胖達人事件影響，被中華民國證券櫃檯買賣中心列入觀察名單。

### 台原藥時期
擺脫過往形象，台原藥自從蘇慶華接手後，便藉由其醫學背景，積極投入生物科技專利研發，且不時與其曾任職的台北醫學大學合作。
2015年，旗下產品「紫星素魚油」獲得國家生技醫療產業策進會的國家品質標章認證，其後於隔年（2016年），與靈芝亟草、高氧動力膠囊共同獲得中華民國教授學會評定的「台灣優良產品金鑽獎」。
雖擁有多項專利與偶有獲獎肯定的事蹟，但受制牛樟芝風潮退燒的影響，在2018年遭媒體爆出財務弊案的一年後，2019年12月16日台原藥正式從櫃買中心下櫃。
2022年12月調查結束，2018年媒體所報導的並非公司財務弊案，而是禿鷹集團試圖搶奪經營權並掏空公司，地檢署並對禿鷹集團相關人等提起公訴。捍衛公司權益之人經數年偵查終獲清白。
https://udn.com/news/story/7321/6858245 （页面存档备份，存于）
https://tw.nextapple.com/local/20230203/C018B3C03C0AFBEA99C13FF53161EA0A （页面存档备份，存于）

## 榮譽紀錄
- 資料來源：Google Patents、產業價值鏈資訊平台

### 擁有專利
- 淡黃色代表專利所有權單位為台原藥與北醫大共有
- 除美國以外之其他國家或地區均無專利效期問題

| 專利名稱 | 研究員                                                 | 專利序號                            | 註冊國家或地區   |
| --- | ------------------------------------------------------ | ----------------------------------- | ---------------- |
| 指紋辨識給藥系統 Identification of fingerprint delivery system                                                                            | 戴承正、時雨青、蘇慶華                                 | CN206773707U                        | 中华人民共和国   |
| 高多醣真菌菌絲產品的製備裝置 The preparation facilities of high polysaccharide fungal mycelia product                                     | 蘇慶華、戴承正、時雨青、張芳陌、林昂希、鄭喬浦、高雅玲 | TWM527880U                          | 中華民國（臺灣） |
| 高多醣真菌菌絲產品的製備裝置 The preparation facilities of high polysaccharide fungal mycelia product                                     | 蘇慶華、戴承正、時雨青、張芳陌、林昂希、鄭喬浦、高雅玲 | CN205741053U                        | 中华人民共和国   |
| 灵芝萃取物协同两性霉素B的抗癌医药组合物 Ganoderma extract works in coordination with the anticancer medical composition of Amphotericin B | 蘇慶華、戴承正                                         | CN106474164A                        | 中华人民共和国   |
| 用以抑制腎癌細胞增生與改善腎功能之靈樟芝組合物 Composition for inhibiting renal cancer cell growth and enhancing kidney function          | 戴承正、時雨青、蘇慶華                                 | CN107041895A                        | 中华人民共和国   |
| 用以抑制腎癌細胞增生與改善腎功能之靈樟芝組合物 Composition for inhibiting renal cancer cell growth and enhancing kidney function          | 戴承正、時雨青、蘇慶華                                 | TW201728336A                        | 中華民國（臺灣） |
| 用以抑制腎癌細胞增生與改善腎功能之靈樟芝組合物 Composition for inhibiting renal cancer cell growth and enhancing kidney function          | 戴承正、時雨青、蘇慶華                                 | US10195238B2                        | 美国             |
| 靈芝酒萃物於製備抗癌醫藥套組的用途 Use of ethanol extract of ganoderma lucidum in producing anti-cancer medical kit                       | 蘇慶華、戴承正                                         | TWI631953B                          | 中華民國（臺灣） |
| 含不飽和脂肪酸的素食組合物 Vegetarian composition containing unsaturated fatty acids                                                      | 蘇慶華、戴承正、林昂希、時雨青                         | TW201828835A                        | 中華民國（臺灣） |
| 含不飽和脂肪酸的素食組合物 Vegetarian composition containing unsaturated fatty acids                                                      | 蘇慶華、戴承正、林昂希、時雨青                         | CN108402466A                        | 中华人民共和国   |
| 靈樟芝顆粒結構 Grain structure of antrodia camphorata and ganoderma lucidum composition                                                   | 蘇慶華、戴承正、劉典謨、時雨青、林昂希、鄭喬浦、高雅玲 | TWM531276U                          | 中華民國（臺灣） |
| 靈樟芝顆粒結構 Grain structure of antrodia camphorata and ganoderma lucidum composition                                                   | 蘇慶華、戴承正、時雨青、鄭喬浦、張芳陌                 | CN206198322U （页面存档备份，存于） | 中华人民共和国   |
| 真菌萃取物於製備輔助治療癌症的醫藥組合物之用途 Pharmaceutical composition for adjunctively treating cancer                                | 蘇慶華、戴承正、時雨青                                 | TW201740966A                        | 中華民國（臺灣） |
| 用于辅助治疗癌症的医药组合物 Medical composition for auxiliary for treating cancer                                                        | 蘇慶華、戴承正、時雨青                                 | CN107397764A                        | 中华人民共和国   |
| 含不飽和脂肪酸的素食膠囊結構 Vegetarian capsule structure containing unsaturated fatty acids                                              | 蘇慶華、戴承正、林昂希、時雨青                         | TWM542468U                          | 中華民國（臺灣） |
| 含不飽和脂肪酸的素食膠囊結構 Vegetarian capsule structure containing unsaturated fatty acids                                              | 蘇慶華、戴承正、林昂希、時雨青                         | CN107397764A                        | 中华人民共和国   |
| 真菌醫藥組合物的製造方法 Method for manufacturing fungal pharmaceutical composition                                                       | 戴承正、時雨青、張芳陌、蘇慶華                         | TWI620570B                          | 中華民國（臺灣） |
| 真菌醫藥組合物的製造方法 Method for manufacturing fungal pharmaceutical composition                                                       | 戴承正、時雨青、張芳陌、蘇慶華                         | US10131716B2                        | 美国             |
| 真菌醫藥組合物的製造方法 Method for manufacturing fungal pharmaceutical composition                                                       | 戴承正、時雨青、張芳陌、蘇慶華、吳品頡                 | CN107432957A                        | 中华人民共和国   |

### 產品認證
- 國家品質標章：紫星素魚油（2015年─2016年12月31日）

### 獲獎紀錄
- 2016年台灣優良產品金鑽獎：靈樟亟草、高氧動力膠囊、紫星素魚油

## 備註
1. ↑  效期至2037年1月16日
2. ↑  效期至2036年12月20日